# 짧은 휴가
짧은 휴가(A Brief Vacation, Una Breve Vacanza)는 이탈리아에서 제작된 비토리오 데 시카 감독의 1973년 영화이다. 레나토 살바토리 등이 주연으로 출연하였고 아서 콘 등이 제작에 참여하였다.

## 출연

### 주연
- 레나토 살바토리
- 플로린다 볼컨

### 조연
- 다니엘 쿠엔나우드
- 호세 마리아 프라다
- 아드리아나 아스티
- 테레사 힘페라
- 애나 카레나
- 미란다 캄파
- 휴고 블랑코
- 안젤라 카딜
- 모니카 게리토레